# Günter Särchen

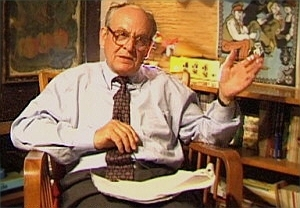
Günter Särchen 1998

Günter Särchen (ur. 14 grudnia 1927 w Wittichenau, zm. 19 lipca 2004 w Hoyerswerda) – niemiecki katolicki pedagog społeczny, publicysta i działacz na rzecz pojednania polsko-niemieckiego.

## Życiorys
Günter Särchen urodził się w katolickim miasteczku Wittichenau w Górnych Łużycach.
Uczęszczał tam do szkoły podstawowej, potem do szkoły średniej w Hoyerswerda i w latach 1942–1944 do szkoły handlowej w Senftenbergu. Powołany do wojska w styczniu 1945 dostał się do niewoli amerykańskiej. Zachorował na gruźlicę i leczył się w sanatorium. Okres pobytu w niewoli i w sanatorium stał się czasem rozmyślań nad winą Niemiec.
Po opuszczeniu sanatorium rozpoczął w Berlinie Zachodnim studia w dziedzinie pedagogiki społecznej. W czasie studiów zapoznał się z katolicką nauką o społeczeństwie. Od maja 1950 do 1953 pracował w diecezji Görlitz z młodzieżą, potem do marca 1957 w Magdeburgu.
W kwietniu 1957 został współpracownikiem redakcji wydawnictwa św. Benona (St. Benno-Verlag) w Lipsku, jedynego katolickiego wydawnictwa w NRD. W styczniu 1958 objął stanowisko kierownika działu w biskupstwie magdeburskim, gdzie zajmował się zaopatrzeniem wszystkich gmin katolickich na obszarze NRD w pomoce duszpasterskie. W czerwcu 1984 przeszedł na rentę inwalidzką. Był śledzony przez agentów Stasi. Ostatnie lata życia spędził z małżonką Brigitte w rodzinnym mieście Wittichenau jako obywatel honorowy tego miasta.
W roku 1990 został odznaczony Krzyżem Komandorskim Orderu Zasługi RP, w roku 1993 Orderem Zasługi Republiki Federalnej Niemiec ze wstęgą.

## Działalność społeczna
W połowie lat pięćdziesiątych zetknął się Günter Särchen z lipskimi oratorianami, którzy jeszcze przed II wojną światową nawiązali kontakty z młodzieżą polską. W roku 1960 wyjechał po raz pierwszy do Polski, gdzie spotkał się z Klubami Inteligencji Katolickiej, z ośrodkiem w Laskach oraz z biskupem krakowskim Karolem Wojtyłą.
Po spotkaniu z Lotharem Kreyssigiem, który po wzniesieniu muru 1961 organizował Akcję Znak Pokuty na terenie NRD, włączył się natychmiast do tej akcji. Pierwsza pielgrzymka do Polski w roku 1964 nie doszła do skutku wskutek sprzeciwu władz NRD. Dopiero w następnym roku grupa ochotników odwiedziła obozy koncentracyjne w Oświęcimiu i na Majdanku i pracowała tam społecznie.
Günter Särchen działał w kierownictwie Aktion Sühnezeichen w latach 1963–1975.
1990 był jednym z inicjatorów międzynarodowego ośrodka spotkań młodzieży w Krzyżowej. Był też wydawcą i autorem wielu publikacji.
We wrześniu 1991 w wygłoszonym w Berlinie przemówieniu premier Tadeusz Mazowiecki podkreślił zasługi Güntera Särchena i Lothara Kreyssiga dla dzieła Znaku Pokuty. Nazwał Särchena człowiekiem prawym i ofiarnym, z którym łączy go bliska przyjaźń.